# Magnetschalter
Magnetschalter sind Schalter, die über ein Magnetfeld betätigt werden. Bis zur Mitte des 20. Jahrhunderts war Magnetschalter der deutsche Begriff für ein Relais, einfache elektromagnetisch geschaltete Wechselschalter oder einpolige Ein-Aus-Schalter. Das Wort Relais hat sich heute dafür vollständig durchgesetzt.
Beispiele:
- Als Teil des Anlassers von Verbrennungsmotoren: Sobald durch die Wicklung des Magnetschalters Strom fließt, rückt dieser zunächst das Ritzel des Anlassers in die Zahnung der Schwungscheibe des Verbrennungsmotors ein und schließt dann einen Kontakt, so dass der Elektromotor des Anlassers bestromt wird. Der Anlasser treibt dann den Verbrennungsmotor an, bis dieser anspringt.
- Ein Schalter, der auf ein Magnetfeld reagiert, beispielsweise ein Reed-Kontakt oder ein Hall-Sensor. Eine häufige Anwendung ist die Erkennung von offenen oder geschlossenen Türen in Gebäuden oder Automobilen. Ein Permanentmagnet wird am Türblatt befestigt, so dass dessen Magnetfeld beim Schließen der Türe den Schalter auslöst. An Türen und Fenstern kann der Magnetschalter auch so angebracht werden, dass dieser nicht bereits beim Schließen des Flügels schaltet, sondern erst, wenn auch eine Verriegelung durch Betätigung des Fenstergriffs oder des Türschlüssels stattgefunden hat. Diese sogenannte kombinierte Öffnungs- und Verschlussüberwachung findet Anwendung in Verbindung mit einer übergeordneten Steuerung, wie etwa einer Alarmanlage, einer Lüftungssteuerung oder der Gebäudeautomatisierung und hat den Vorteil, dass Öffnung und Verschluss mit nur einem Schalter überwacht werden.

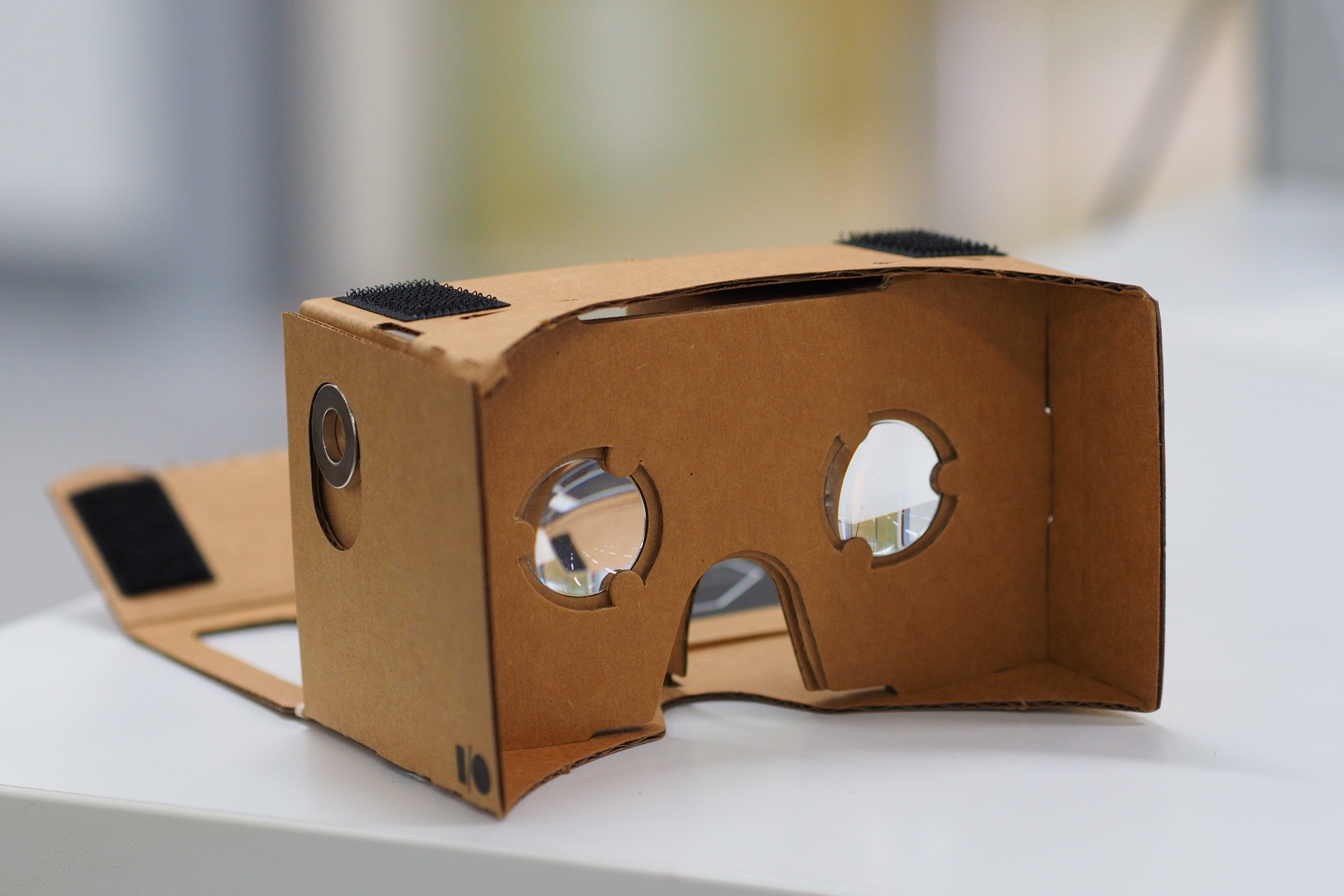
Google Cardboard mit Schalter am linken Rand (verschiebbarer Magnetring)

- Google Cardboard mit Schalter am linken Rand (verschiebbarer Magnetring) Beim Google Cardboard (einem Smartphone-Brillengestell für Virtual-Reality) wird ein manuell verschiebbarer Magnetring verwendet, um auf den Kompass-Sensor eines Smartphones einzuwirken.